# Green Boots

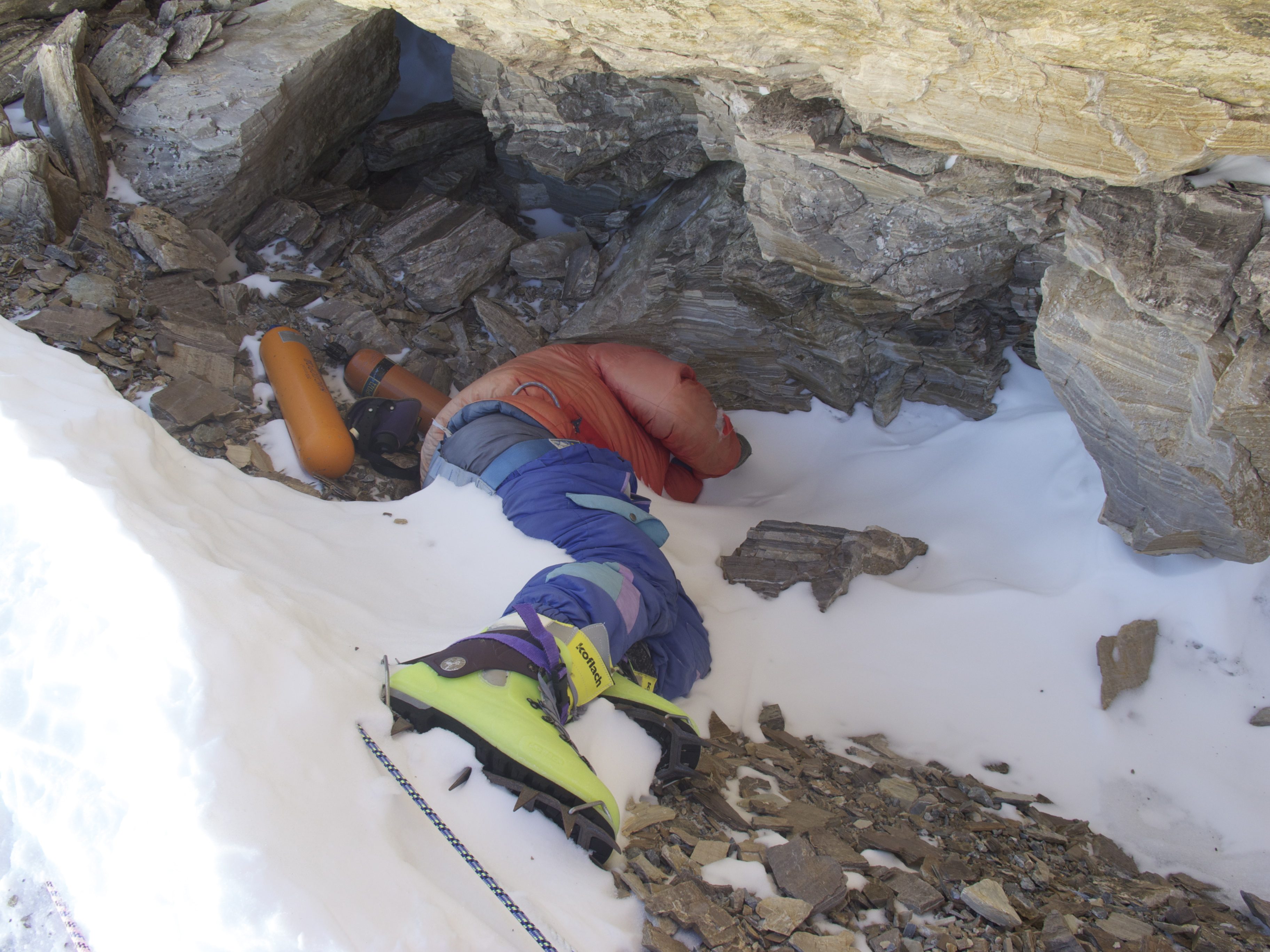
La foto del corpo fatta da uno scalatore nel 2010

Green Boots ("Scarponi verdi") è il nome dato al cadavere non identificato di uno scalatore, diventato un punto di riferimento sulla principale via della cresta nord-orientale del Monte Everest; tutte le spedizioni dal lato nord incontravano il corpo rannicchiato in un anfratto roccioso ad 8500 m di altezza.
Il corpo non è mai stato identificato ufficialmente, ma si ritiene che sia Tsewang Paljor, uno scalatore indiano morto sull'Everest nel 1996. Il nome Green Boots ha origine dagli scarponi da alpinismo verdi, di marca Koflach, indossati. 
L'attuale ubicazione del corpo è incerta.

## Storia
Il primo video registrato di Green Boots venne girato nel 1996; nel documentario "Summit Fever" di Brian Blessed, Green Boots è mostrato sdraiato sul fianco destro.
Nel corso del tempo, il cadavere divenne noto sia come punto di riferimento sulla rotta nord, sia per la sua associazione con la morte di David Sharp avvenuta nel 2006. Nel 2006 l'alpinista britannico David Sharp fu trovato in uno stato di ipotermia nella grotta di Green Boots dall'alpinista Mark Inglis e dal suo gruppo. Inglis continuò la sua ascesa dopo aver chiesto alla radio consigli su come prestare aiuto a Sharp, non sapendo come fornirlo. Sharp morì di freddo estremo alcune ore dopo. Quel giorno circa tre dozzine di altri scalatori sarebbero passati accanto all'uomo mentre moriva; si ritenne che coloro che lo notarono abbiano scambiato Sharp per Green Boots e quindi abbiano prestato poca attenzione.
Dal 2014 il corpo di Green Boots non è più visibile, presumibilmente sepolto con massi da parte di una spedizione cinese che aveva l'obiettivo di riportare a valle cadaveri dalla montagna.

## Possibili identità

### Tsewang Paljor
Si ritiene comunemente che Green Boots sia lo scalatore indiano Tsewang Paljor, che indossava stivali Koflach verdi il giorno in cui lui e altri due del suo gruppo tentarono di salire in vetta nel 1996. Nel disastro dell'Everest del 1996 persero la vita otto alpinisti, tra cui cinque alpinisti delle spedizioni Adventure Consultants e Mountain Madness sulla rotta sud-est, e tre morti sulla rotta nord-est. Questi tre morti erano gli scalatori della spedizione della polizia di frontiera indo-tibetana (ITBP) dall'India. La spedizione fu guidata dal comandante Mohinder Singh ed è stata la prima salita indiana dell'Everest dal lato est.
Il 10 maggio 1996, Subedar Tsewang Smanla, Lance Naik Dorje Morup e il capo della polizia Tsewang Paljor furono colti da una bufera di neve, poco prima della vetta. Mentre tre dei sei membri del team tornarono indietro scendendo, Smanla, Morup e Paljor decisero di raggiungere la vetta. Intorno alle 15:45 in Nepal, i tre alpinisti comunicarono via radio al loro capo spedizione che erano arrivati in cima. Lasciarono un'offerta di bandiere di preghiera tibetane, khatas e chiodi. A quel punto il leader Smanla decise di dedicare più tempo alle cerimonie religiose e ordinò agli altri due di scendere.
Non ci fu in seguito più nessun contatto radio. Dal campo, gli altri membri del team videro delle torce muoversi sotto il Second Step, ad 8 570 metri (28 117 ft) metri. Nessuno dei tre raggiunse il campo di ritrovo ad 8300 metri.
In seguito sorsero polemiche riguardo alla possibilità che degli scalatori giapponesi da Fukuoka avessero visto il gruppo degli indiani senza soccorrerli. Il gruppo aveva lasciato il loro campo alle 6.15 ora di Pechino, raggiungendo la vetta alle 15.07. Lungo il percorso, incontrarono altre persone. Senza sapere degli indiani scomparsi, ritennero che gli altri, che indossavano occhialini e maschere d'ossigeno sotto i cappucci, fossero parte di una spedizione da Taiwan. Durante la discesa, iniziata alle 15,30, dissero di aver notato un oggetto non identificato sopra il Second Step. Sotto il First Step, chiamarono via radio per segnalare una persona legata a una corda. Poco dopo uno degli scalatori, Shigekawa, si scambiò dei saluti con un uomo non identificato che gli era vicino. In quel momento, avevano ossigeno sufficiente unicamente per tornare al campo 6.
Alle 16, il gruppo di Fukuoka scoprì che un indiano del gruppo delle tre persone era scomparso. Si offrirono di aiutare nelle ricerche, ma l'aiuto fu rifiutato. Costretti ad attendere un giorno a causa del cattivo tempo, inviarono un secondo gruppo alla vetta il 13 maggio. Videro diversi corpi attorno al First Step, ma continuarono per la vetta.
Inizialmente, ci furono alcuni fraintendimenti e parole dure riguardo alle azioni della squadra di Fukuoka, che vennero successivamente chiarite. Secondo Reuters, la spedizione indiana aveva affermato che i giapponesi si erano impegnati ad aiutare con la ricerca, ma invece proseguirono nel tentativo di arrivare in vetta. La squadra giapponese negò di aver abbandonato o rifiutato di aiutare gli scalatori morenti durante la salita, un'affermazione che fu accettata dalla polizia di frontiera indiano-tibetana. Il capitano Kohli, un funzionario della Federazione alpinistica indiana, che in precedenza aveva denunciato i giapponesi, in seguito ritrattò la sua affermazione secondo cui i giapponesi avevano riferito di aver incontrato gli indiani il 10 maggio.

### Dorje Morup
Nonostante si ritenga che Green Boots sia il corpo del capo della polizia Tsewang Paljor, un articolo del 1997, intitolato The Indian Ascent of Qomolungma by the North Ridge, pubblicato da P.M. Das, vice capo della spedizione sull'Himalayan Journal, solleva l'ipotesi che possa invece essere quello di Lance Naik Dorje Morup. Das scrisse che due alpinisti erano stati visti scendere alla luce delle loro torce frontali alle 19:30, anche se erano stati presto persi di vista. Il giorno successivo il capo del secondo gruppo in vetta della spedizione comunicò via radio al campo base di aver incontrato Morup che si muoveva lentamente tra il Primo e il Secondo Gradino. Das scrisse che Morup "si era rifiutato di indossare i guanti sulle mani congelate" e "trovava difficoltà a sganciare il moschettone di sicurezza dai punti di ancoraggio". Secondo Das, la squadra giapponese lo aiutò a passare al successivo tratto di corda.
Il gruppo giapponese scoprì più tardi il corpo di Tsewang Smanla sopra il Secondo Gradino. Durante il viaggio di ritorno, il gruppo scoprì che Morup stava ancora facendo lenti progressi. Si ritiene che Morup sia morto nel tardo pomeriggio dell'11 maggio. Das afferma che il corpo di Paljor non è mai stato trovato.
Un secondo gruppo della polizia di frontiera indo-tibetana si imbatté a sua volta nei corpi di Smanla e Morup al loro ritorno dalla vetta. Das scrisse che incontrarono Morup "sdraiato al riparo di un masso vicino alla loro linea di discesa, vicino al Campo 6" con vestiti intatti e lo zaino al suo fianco.

## L'importanza storica
Green Boots è uno dei circa 200 corpi rimasti sull'Everest attualmente. Non si sa quando il termine "Green Boots" sia entrato nel gergo delle spedizioni sull'Everest. Negli anni divenne un termine comune, in quanto tutte le spedizioni dal versante nord incontravano il corpo dello scalatore rannicchiato nella grotta calcarea. La grotta è a 8 500 metri, sotto il "primo step".
Un'altra scalatrice morta si è guadagnata il soprannome di "Sleeping Beauty"; è Francys Arsentiev, che morì nel 1998 durante la discesa dopo aver raggiunto la vetta. Il suo corpo rimase dove era caduta fino al 2007, quando fu nascosto alla vista.
Altri corpi si trovano nella "Rainbow Valley", un'area sotto la vetta disseminata di cadaveri che indossano abiti da alpinismo dai colori vivaci. Un altro corpo individuato è quello di Hannelore Schmatz, che, con una posizione di rilievo sulla rotta sud, si guadagnò il soprannome di "La donna tedesca" (The german woman); raggiunse la vetta nel 1979, ma morì ad 8 200 metri durante la discesa. Rimase lì per molti anni, finché venne poi spinta più in basso dalla montagna.

## Mappa del luogo

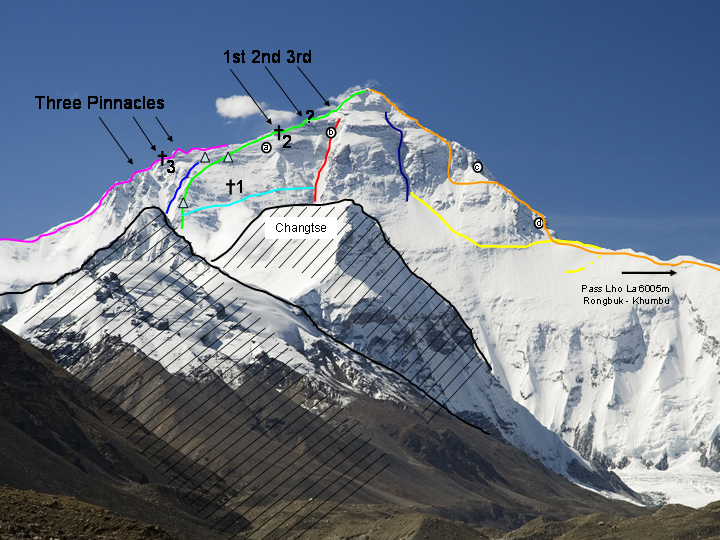
Il luogo dei tre gradini 'Step' sulla rotta nord sono mostrati in questa foto, e il punto della grotta è indicato con una croce a †.